# Pheidole gracilipes
Pheidole gracilipes är en myrart som först beskrevs av Motschoulsky 1863.  Pheidole gracilipes ingår i släktet Pheidole och familjen myror. Inga underarter finns listade i Catalogue of Life.